# Fiberfab Sherpa
Fiberfab Sherpa − plażowo-terenowy samochód osobowy produkowany przez niemiecką firmę Fiberfab.

## Dane techniczne
- Silnik: R2 602 cm³ (32 KM)[1]
- Kąt natarcia (wejścia)/zejścia: 33°/45°[1]